# Hishimonus callisto
Hishimonus callisto är en insektsart som beskrevs av Rauno E. Linnavuori 1969. Hishimonus callisto ingår i släktet Hishimonus och familjen dvärgstritar. Inga underarter finns listade i Catalogue of Life.